# مقصود علی
مقصود علی (انگلیسی: Maqsood Ali؛ زادهٔ ۱ ژانویهٔ ۱۹۸۴) بازیکن کبدی اهل پاکستان است.